# 1935 في الولايات المتحدة
فيما يلي قوائم الأحداث التي وقعت خلال عام 1935 في الولايات المتحدة.

## سياسة

### تعيين في المنصب
- 1 يناير – تشارلز ه .راسل عضو المجلس النيابي لولاية نيفادا.
- 1 يناير – جورج آيكن Lieutenant Governor of Vermont [الإنجليزية]‏.
- 1 يناير – جورج ماكينون عضو مجلس نواب مينيسوتا.
- 1 يناير – فرانك ميرفي High Commissioner to the Philippines [الإنجليزية]‏.
- 1 يناير – يوجين رلى عضو مجلس نواب تكساس.
- 3 يناير – جون ميلز هيوستن عضو مجلس النواب الأمريكي.
- 3 يناير – شيرمان مينتون عضو مجلس الشيوخ الأمريكي.
- 3 يناير – هاري ترومان عضو مجلس الشيوخ الأمريكي.
- 7 يناير – توماس مودي حاكم شمال داكوتا [الإنجليزية]‏.
- 1 يوليو – إدغار هوفر رئيس مكتب التحقيقات الفيدرالي.
- 15 ديسمبر – وليام إلمر هولت حاكم مونتانا [الإنجليزية]‏.

### انتهاء فترة المنصب
- 1 يناير – جورج آيكن عضو مجلس نواب فيرمونت.
- 15 يناير – ابرا تشارلز بلاكوود حاكم كارولينا الجنوبية [الإنجليزية]‏.
- 2 فبراير – توماس مودي حاكم شمال داكوتا [الإنجليزية]‏.
- 10 سبتمبر – هيوي لونغ عضو مجلس الشيوخ الأمريكي.
- 10 ديسمبر – روبي لافوون حاكم كنتاكي [الإنجليزية]‏.
- 15 ديسمبر – فرانك هنري كوني حاكم مونتانا [الإنجليزية]‏.

## ظهور
- 1 يناير – اللياقة والعضلات
- 1 فبراير – الظل من خارج الزمن رواية من تأليف هوارد فيليبس لافكرافت.

## أفلام
من الأفلام التي صدرت هذه السنة في الولايات المتحدة:
- 1 يناير – آنا كارنينا من إخراج كلارنس براون.
- 1 يناير – أخر أيام بومبي من إخراج ميرين كوبر، إرنست بي. شودساك.
- 1 يناير – أليس آدمز من إخراج جورج ستيفنز.
- 1 يناير – الباحثون عن الذهب عام 1935 من إخراج بسبي بيركلي.
- 1 يناير – القبطان بلود من إخراج مايكل كورتيز.
- 1 يناير – القبعة العلوية من إخراج Mark Sandrich [الإنجليزية]‏.
- 1 يناير – المخبر من إخراج جون فورد.
- 1 يناير – الملاك الداكن من إخراج سيدني فرانكلين.
- 1 يناير – الوغد من إخراج بن هيكت، Charles MacArthur [الإنجليزية]‏.
- 1 يناير – تمرد على السفينة باونتي من إخراج فرانك لويد.
- 1 يناير – حلم ليلة صيف من إخراج ماكس راينهارد، وليام ديتيرلي.
- 1 يناير – حياة الرماح البنغالية من إخراج هنري هاثاوي.
- 1 يناير – خطر من إخراج ألفرد غرين.
- 1 يناير – ريشة في قبعتها من إخراج Alfred Santell [الإنجليزية]‏.
- 1 يناير – سيدة لطيفة من إخراج جورج بي. سايتس.
- 1 يناير – قصة مدينتين من إخراج جاك كونواي، روبرت ز. ليونارد [الإنجليزية]‏.
- 1 يناير – لحن برودواي لعام 1936 من إخراج روي دل روث، دبليو. إس. فان دايك.
- 1 يناير – مارييتا الشقية من إخراج روبرت ز. ليونارد [الإنجليزية]‏، دبليو. إس. فان دايك.
- 18 يناير – ديفيد كوبرفيلد من إخراج جورج كوكور.
- 19 فبراير – روجلز من ريد جاب من إخراج ليو مكاري.

## كتب
من الكتب التي صدرت هذه السنة في الولايات المتحدة:
- 1 يناير – ساعة التنين من تأليف روبرت هوارد.
- 1 يناير – قصة الحضارة من تأليف ويل ديورانت، أرئيل ديورانت.
- 1 يناير – لا يمكن أن يحدث هنا من تأليف سنكلير لويس.
- 25 أكتوبر – تلال أفريقيا الخضراء من تأليف إرنست همينغوي.

## مواليد

### يناير
- 1 يناير – آلان يوجين نوريس سياسي أمريكي.
- 1 يناير – بريان جي هوتون
- 2 يناير – جيمس بورتر كهنوت من الولايات المتحدة الأمريكية.
- 3 يناير – ريتشارد كارب
- 4 يناير – فلويد باترسون ملاكم من الولايات المتحدة الأمريكية.
- 8 يناير – إلفيس بريسلي
- 12 يناير – كريسكن
- 16 يناير – أنتوني جوزيف فويت جي آر
- 17 يناير – روث آن مينر سياسية أمريكية.
- 22 يناير – سيمور كاسل
- 28 يناير – جون شاندلير ممثل أمريكي.
- 29 يناير – فيكتور شتينجر فيلسوف أمريكي.
- 31 يناير – هال لير لاعب كرة سلة أمريكي.

### فبراير
- 2 فبراير – جيري بيرد لاعب كرة سلة أمريكي.
- 15 فبراير – سوزان براون ميلر
- 16 فبراير – سوني بونو سياسي أمريكي.
- 17 فبراير – ستانلي نورمان كوهين

### مارس
- 1 مارس – روبرت كونراد
- 6 مارس – مارينا فون نيومان ويتمان عالمة اقتصاد أمريكية.
- 14 مارس – جاك وولف
- 15 مارس – جود هيرش
- 15 مارس – جيمي سواغارت
- 22 مارس – مايكل إيمرت ولش ممثل أمريكي.
- 26 مارس – ريتشارد ساول وورمان
- 28 مارس – بيل ثيبن
- 30 مارس – ديفيد ميرمين فيزيائي أمريكي.
- 31 مارس – هيرب ألبرت موسيقي أمريكي.

### أبريل
- 11 أبريل – ريتشارد كوكلينسكي
- 15 أبريل – إدوارد ماير سياسي أمريكي.
- 21 أبريل – تشارلز غرودن ممثل أمريكي.
- 21 أبريل – توماس كين سياسي من الولايات المتحدة الأمريكية.
- 22 أبريل – جيري فودور فيلسوف أمريكي.

### مايو
- 5 مايو – ساندرا بارتكي فيلسوفة أمريكية.
- 13 مايو – ديفيد تود ويلكنسون
- 16 مايو – باري بوهم

### يونيو
- 18 يونيو – آرثر غوسارد
- 24 يونيو – تيري رايلي

### يوليو
- 1 يوليو – جورج بون سال لاعب كرة سلة أمريكي.
- 1 يوليو – جيمس هنري كاتن
- 3 يوليو – هاريسون شميت رائد فضاء أمريكي.
- 5 يوليو – جون جيلمور صحفي أمريكي.
- 7 يوليو – كاثرين سوزان "كيتي" جينوفيزي
- 8 يوليو – ستيف لورانس
- 9 يوليو – روبرت بيلليترو دبلوماسي أمريكي.
- 12 يوليو – إد روبينوف لاعب كرة مضرب أمريكي.
- 13 يوليو – جاك كمب سياسي أمريكي.
- 17 يوليو – بنيامين ريتشارد سيفيلتي سياسي أمريكي.
- 17 يوليو – كارول جونسون
- 18 يوليو – تينلي ألبرايت
- 21 يوليو – جين آرث لاعبة كرة مضرب من الولايات المتحدة.
- 25 يوليو – باربرا هاريس ممثلة أمريكية.
- 27 يوليو – نورمان رالف أوغسطين رجل أعمال من الولايات المتحدة الأمريكية.
- 29 يوليو – بارني كابل لاعب كرة سلة أمريكي.
- 29 يوليو – جوان جيربر ممثلة أمريكية.
- 31 يوليو – جيفري لويس ممثل أمريكي.

### أغسطس
- 4 أغسطس – دانيال براند مصارع هاوي من الولايات المتحدة الأمريكية.
- 5 أغسطس – جون ساكسون ممثل أمريكي.
- 8 أغسطس – جان دي هال سياسية أمريكية.
- 8 أغسطس – دونالد بيليساريو
- 9 أغسطس – بيفرلي ماكينزي ممثلة أمريكية.
- 12 أغسطس – جون كازالي ممثل أمريكي.
- 18 أغسطس – رافر جونسون
- 19 أغسطس – ستوري موسغريف رائد فضاء أمريكي.
- 20 أغسطس – رون بول سياسي أمريكي.
- 20 أغسطس – مارثا ريفرز إنجرام سيدة أعمال من الولايات المتحدة الأمريكية.
- 29 أغسطس – ويليام فريدكن
- 31 أغسطس – باري ماكاي لاعب كرة مضرب من الولايات المتحدة.

### سبتمبر
- 1 سبتمبر – قاي رودجرز لاعب كرة سلة أمريكي.
- 3 سبتمبر – ايلين برينان
- 4 سبتمبر – دالاس ويلارد فيلسوف أمريكي.
- 8 سبتمبر – جيم كريبس لاعب كرة سلة أمريكي.
- 17 سبتمبر – كين كيسي
- 21 سبتمبر – جاك شاهين صحفي أمريكي.
- 21 سبتمبر – هنري جيبسون ممثل أمريكي.
- 23 سبتمبر – أرلاند ويليامز
- 27 سبتمبر – جيري شيب لاعب كرة سلة من الولايات المتحدة الأمريكية.
- 27 سبتمبر – ستان آرثر ضابط من الولايات المتحدة الأمريكية.
- 29 سبتمبر – جيري لي لويس

### أكتوبر
- 2 أكتوبر – روبرت هنري لورنس رائد فضاء أمريكي.
- 3 أكتوبر – تشارلز دوك رائد فضاء أمريكي.
- 5 أكتوبر – بيتر براون
- 10 أكتوبر – جايسون مورغان
- 14 أكتوبر – رالف دوباس ملاكم من الولايات المتحدة الأمريكية.
- 15 أكتوبر – بوبي مورو
- 18 أكتوبر – إميل جونز سياسي أمريكي.
- 18 أكتوبر – بيتر بويل ممثل أمريكي.
- 30 أكتوبر – جورج براون لاعب كرة سلة من الولايات المتحدة الأمريكية.
- 30 أكتوبر – روبرت كارو
- 31 أكتوبر – تشارلز سيوفي ممثل أمريكي.
- 31 أكتوبر – رونالد غراهام

### نوفمبر
- 1 نوفمبر – تشارلز كوك رائد أعمال من الولايات المتحدة الأمريكية.
- 4 نوفمبر – إيغور غاموف مهندس من الولايات المتحدة الأمريكية.
- 7 نوفمبر – بيلي بوش ممثل أمريكي.
- 13 نوفمبر – توم آتكينز ممثل أمريكي.
- 15 نوفمبر – نيرا وايت لاعبة كرة سلة من الولايات المتحدة الأمريكية.
- 19 نوفمبر – جاك ويلش
- 21 نوفمبر – مايكل تشابمان
- 22 نوفمبر – مايكل كالان
- 27 نوفمبر – ويلي باسترانو ملاكم من الولايات المتحدة الأمريكية.
- 29 نوفمبر – دانيال ج. بوبرو عالم حاسوب أمريكيّ.

### ديسمبر
- 1 ديسمبر – وودي آلن
- 4 ديسمبر – بول أونيل سياسي من الولايات المتحدة الأمريكية.
- 4 ديسمبر – روبرت فيسكو محتال أمريكي.
- 6 ديسمبر – إف ديفيد ماثيوز
- 7 ديسمبر – نيك مانتيس لاعب كرة سلة من الولايات المتحدة الأمريكية.
- 11 ديسمبر – رون كاري ممثل أمريكي.
- 14 ديسمبر – لويس أركيت
- 14 ديسمبر – لي ريميك
- 15 ديسمبر – جون تايلور جاتو
- 16 ديسمبر – تشارلي تايرا لاعب كرة سلة أمريكي.
- 19 ديسمبر – سيد فيلد
- 21 ديسمبر – جون أفليدسن مخرج أفلام أمريكي.
- 28 ديسمبر – وليام باسيت ممثل أمريكي.
- 30 ديسمبر – ساندي كوفاكس

## وفيات

### يناير
- 16 يناير – الأم باركر (مواليد 1871) مجرمة من الولايات المتحدة الأمريكية.
- 24 يناير – جون بارتون باين (مواليد 1855)

### فبراير
- 3 فبراير – إدي بولاند (مواليد 1883) ممثل من الولايات المتحدة الأمريكية.
- 12 فبراير – ليون جاردينر تايلر (مواليد 1853) مؤرخ من الولايات المتحدة الأمريكية.

### مارس
- 6 مارس – أوليفر وندل هولمز، الابن (مواليد 1841)
- 16 مارس – والتر م تشاندلر (مواليد 1867) سياسي أمريكي.
- 21 مارس – وليام كونكلين (مواليد 1872)

### أبريل
- 12 أبريل – فايرمان جيم فلين (مواليد 1879) ملاكم من الولايات المتحدة الأمريكية.

### مايو
- 21 مايو – جين آدمز (مواليد 1860).
- 3 مايو - جيسي ويلكوكس سميث، رسامة توضيحية أمريكية (مواليد 1863).

### يونيو
- 12 يونيو – تشارلز باردين (مواليد 1871) عالم تشريح من الولايات المتحدة الأمريكية.
- 16 يونيو – إدوارد سالزبوري دانا (مواليد 1849)
- 21 يونيو – أنغوس ويلتون ماكلين (مواليد 1870) سياسي أمريكي.

### يوليو
- 27 يوليو – بنجامين لنكولن روبنسون (مواليد 1864) عالم نبات أمريكي.
- 28 يوليو – جون رام (مواليد 1854) لاعب غولف من الولايات المتحدة الأمريكية.

### أغسطس
- 8 أغسطس – ناثان فليمون بريان (مواليد 1872) سياسي أمريكي.
- 15 أغسطس – ويل روجرز (مواليد 1879) ممثل أمريكي.
- 20 أغسطس – إديث روبرتس (مواليد 1899) ممثلة من الولايات المتحدة الأمريكية.
- 25 أغسطس – ماك سوين (مواليد 1876) ممثل من الولايات المتحدة الأمريكية.

### سبتمبر
- 10 سبتمبر – هيوي لونغ (مواليد 1893) سياسي أمريكي.
- 19 سبتمبر – روبرت آدمسون (مواليد 1871)
- 20 سبتمبر – كارل باروس (مواليد 1856) فيزيائي من الولايات المتحدة.
- 26 سبتمبر – أندي آدامز (مواليد 1859)

### أكتوبر
- 1 أكتوبر – سيلفانوس ألبرت ريد (مواليد 1854)
- 23 أكتوبر – تشارلز ديموت (مواليد 1883) رسام أمريكي.

### نوفمبر
- 6 نوفمبر – هنري فارفيلد أوزبورن (مواليد 1857)
- 7 نوفمبر – هنري جيسنبير (مواليد 1892) مصرفي من الولايات المتحدة الأمريكية.

### ديسمبر
- 2 ديسمبر – جيمس هنري برستد (مواليد 1865)
- 16 ديسمبر – ألبرت سبير هيتشكوك (مواليد 1865)
- 22 ديسمبر – توماس دي شال (مواليد 1878) سياسي أمريكي.
- 28 ديسمبر – كلارنس شبرد داي (مواليد 1874) كاتب أمريكي.